# Lubuk Layu
Lubuk Layu is een bestuurslaag in het regentschap Aceh Selatan van de provincie Atjeh, Indonesië. Lubuk Layu telt 394 inwoners (volkstelling 2010).